# Bruno Pires
Bruno Batista Pereira Pires (ur. 12 maja 1992 w Osvaldo Cruz) – brazylijski piłkarz pochodzenia włoskiego występujący na pozycji środkowego obrońcy, obecnie zawodnik meksykańskiego Chiapas.

## Kariera klubowa
Pires jest wychowankiem klubu Athletico Paranaense z siedzibą w Kurytybie, skąd lipcu 2010 udał się na testy do Dynama Mińsk. W przeciwieństwie do swoich kolegów klubowych (Renan Foguinho, Bruno Furlan, Lucas Sotero) nie znalazł jednak zatrudnienia w białoruskiej ekipie. W barwach Paranaense występował wyłącznie w rezerwach – nie zanotował żadnego występu i tylko raz znalazł się w osiemnastce meczowej pierwszego zespołu. W sezonie 2011 zajął drugie miejsce w lidze stanowej – Campeonato Paranaense, lecz jednocześnie spadł ze swoją drużyną do drugiej ligi brazylijskiej. W 2012 roku ponownie zajął drugą lokatę w lidze stanowej, a także z trzeciego miejsca awansował z powrotem do pierwszej ligi ogólnokrajowej. Bezpośrednio po tym sukcesie odszedł do ekipy União Barbarense z miasta Santa Bárbara d'Oeste, gdzie spędził pół roku jako podstawowy stoper, spadając z nią jednak do drugiej ligi stanowej.
Latem 2013 Pires zasilił drugoligowy Figueirense FC z siedzibą we Florianópolis, gdzie szybko został podstawowym defensorem ekipy i na koniec sezonu 2013 z czwartego miejsca uzyskał promocję na najwyższy szczebel rozgrywek. W styczniu 2014 przeszedł do meksykańskiego zespołu Chiapas FC z miasta Tuxtla Gutiérrez, w tamtejszej Liga MX debiutując 15 lutego 2014 w zremisowanym 0:0 spotkaniu z Tigres UANL. Od razu wywalczył sobie miejsce w wyjściowym składzie i premierowego gola w najwyższej klasie rozgrywkowej strzelił 9 sierpnia tego samego roku w wygranej 3:2 konfrontacji z Leónem. Jego dobrą passę przerwała poważna kontuzja, której doznał w marcu 2015 i w wyniku której musiał pauzować przez kolejne siedem miesięcy. Po rekonwalescencji, w celu odzyskania rytmu meczowego, udał się na półroczne wypożyczenie do pobliskiego drugoligowca Cafetaleros de Tapachula.
| Sezon     | Klub                     | Kraj     | Rozgrywki  | Mecze | Bramki |
| --------- | ------------------------ | -------- | ---------- | ----- | ------ |
| 2011      | Athletico Paranaense     | Brazylia | Série A    | 0     | 0      |
| 2012      | Athletico Paranaense     | Brazylia | Série B    | 0     | 0      |
| 2013      | Figueirense FC           | Brazylia | Série B    | 14    | 0      |
| 2013/2014 | Chiapas FC               | Meksyk   | Liga MX    | 10    | 0      |
| 2014/2015 | Chiapas FC               | Meksyk   | Liga MX    | 23    | 3      |
| 2015/2016 | Chiapas FC               | Meksyk   | Liga MX    | 0     | 0      |
| 2015/2016 | Cafetaleros de Tapachula | Meksyk   | Ascenso MX | 12    | 0      |
| 2016/2017 | Chiapas FC               | Meksyk   | Liga MX    |       |        |